# Consulat général de Grèce à Marseille

A ÉTÉ FERMÉ
-> article de France 3 PACA annonçant la fermeture en 2016:
https://france3-regions.franceinfo.fr/provence-alpes-cote-d-azur/bouches-du-rhone/metropole-aix-marseille/marseille/marseille-consulat-grece-va-fermer-ses-portes-1072351.html l
-> liste des consulats de Grèce en France (site officiel) :
https://www.mfa.gr/france/fr/consulats-honoraires.html
Le consulat général de Grèce à Marseille est une représentation consulaire de la République hellénique en France. Il est situé rue Grignan, à Marseille, en Provence-Alpes-Côte d'Azur.